# Американо-новозеландские отношения
Американо-новозеландские отношения — двусторонние отношения между США и Новой Зеландией. Дипломатические отношения между странами были установлены в 1942 году.

## История
В 1838 году первый консул США прибыл в Новую Зеландию, а официальные дипломатические отношения были установлены в 1942 году, после признания Великобританией права на внутреннюю и внешнюю автономию Новой Зеландии в рамках Британской империи. Во время Второй мировой войны американские военнослужащие были размещены в Новой Зеландии и принимали участие в битвах за Гуадалканал и Тараву. В 1951 году был подписан договор о безопасности (АНЗЮС) между Австралией, Новой Зеландией и США. В 1980-е годы Новая Зеландия запретила размещение ядерных вооружений на своей территории, что негативно сказалось на сотрудничестве между странами в рамках АНЗЮС. В 1986 году США приостановили свои обязательства по обеспечению безопасности в рамках АНЗЮС в Новой Зеландии. В 2010 году США и Новая Зеландия подписали Веллингтонскую декларацию с целью укрепить связи между странами. В 2012 году была подписана Вашингтонская декларация, которая укрепила отношения в области обеспечения безопасности.
Правительство Новой Зеландии придает большое значение тесным политическим, экономическим и социальным связям с Соединенными Штатами. Новая Зеландия активно участвует в миротворческих миссиях во всем мире. Соединенные Штаты и Новая Зеландия совместно работают по целому ряду научных направлений, в частности в области исследований в Антарктике. Соединенные Штаты и Новая Зеландия объединяют общие элементы истории, культуры и приверженности демократическим принципам. Посольство США в Новой Зеландии расположено в Веллингтоне.

## Двусторонние экономические отношения
Экспорт из США в Новую Зеландию: самолеты, машины, сельскохозяйственная продукция, транспортные средства, оптические и медицинские инструменты. Импорт США из Новой Зеландии: мороженая говядина, казеины, молоко, вино. Ряд американских компаний имеют дочерние филиалы в Новой Зеландии.